# Classe Léon Gambetta
La classe Leon Gambetta era costituita da tre incrociatori corazzati, costruiti per la Marine Nationale francese e entrati inservizio a partire dal 1903. Su di essi vennero installati cannoni in torri binate, 4 da 194 mm e 16 da 164 mm, tutti in torre sopra il ponte e quindi liberi sia dagli spruzzi d'acqua tipici delle artiglierie delle fiancate, che dalle limitazioni di brandeggio delle postazioni in casamatta. Delle tre unità, il Gambetta venne perso durante la prima guerra mondiale.
Una quarta nave, il Ernest Renan, venne completata come prima di 3 unità che dovevano migliorare il progetto originario dei Gambetta, ma l'avvento degli incrociatori da battaglia tagliò il programma dopo la costruzione di un solo esemplare.

## Unità
| Nome          | Impostazione    | Varo            | Entrata in servizio | Destino finale                                                                               |
| ------------- | --------------- | --------------- | ------------------- | -------------------------------------------------------------------------------------------- |
| Léon Gambetta | 15 gennaio 1901 | 26 ottobre 1901 | luglio 1905         | affondato il 27 aprile 1915 nelle acque del Mediterraneo dal sommergibile austroungarico U-5 |
| Jules Ferry   | agosto 1901     | agosto 1903     | settembre 1905      | radiato per obsolescenza il 19 gennaio 1927, demolito nel 1928                               |
| Victor Hugo   | marzo 1903      | 30 marzo 1904   | 1907                | radiato per obsolescenza il 2 gennaio 1928, venduto per la demolizione il 26 novembre 1930   |